# 北投里福德宮
25°10′48″N 121°27′06″E / 25.180130°N 121.451670°E
北投里福德宮，是位於臺灣新北市淡水區淡海新市鎮北投里的土地祠，在建廟後因地主領走徵收費而成了違章建築，數度面臨拆除。

## 沿革
北投里原為康熙年間北投社所居，又稱為「外北投」。早年當地農民輪流供奉一尊木雕土地公神像，由擲筊決定當年爐主供奉，後由北投里長林錦豐與地方仕紳倡議建廟，地主口頭約定捐地，民眾集資700萬元，坐落於淡金公路和北新路交叉口附近，於1991年落成。

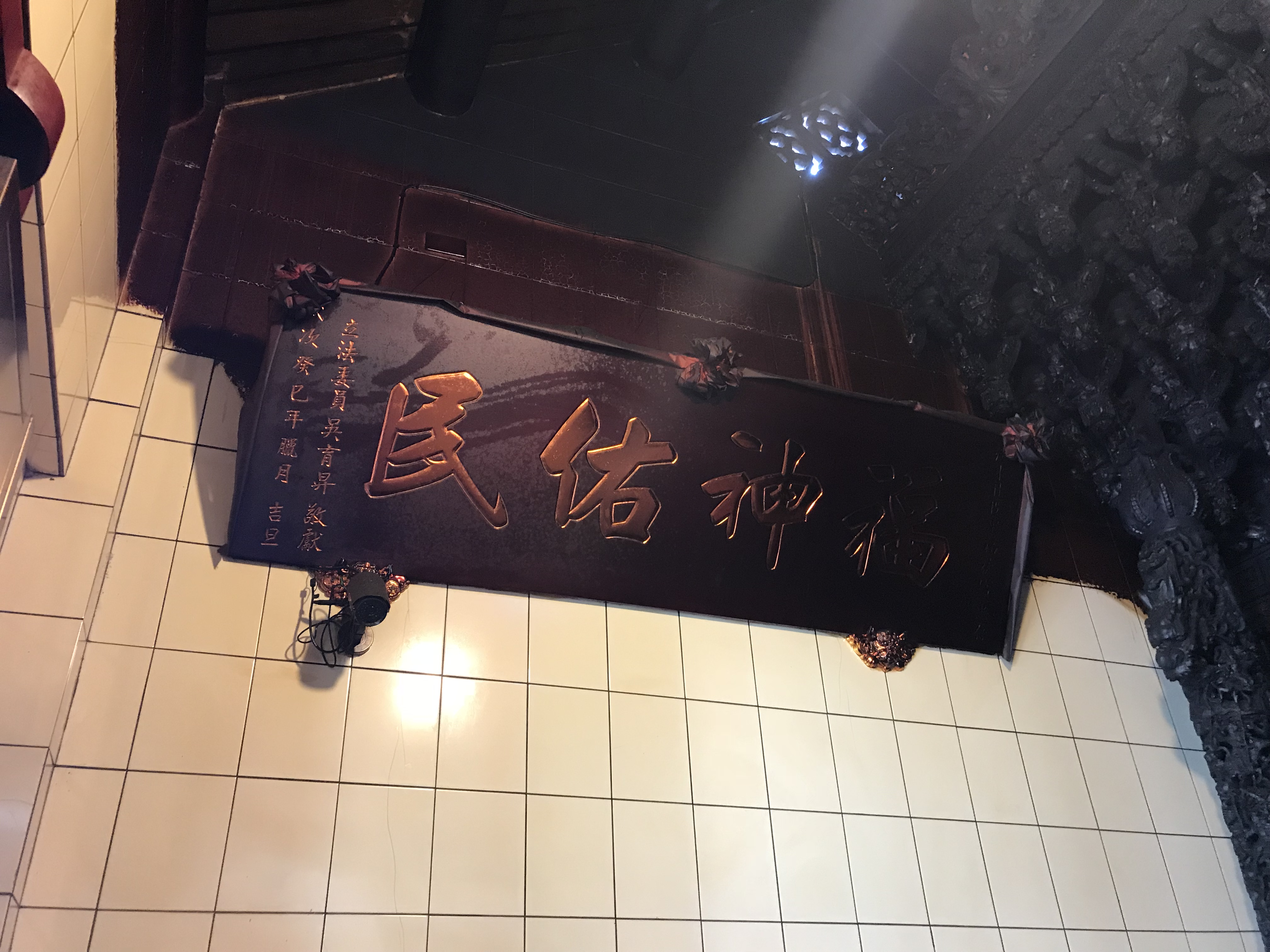
立委吳育昇贈送的匾額。

廟蓋好時，原地主就將內政部營建署的土地徵收費領走，廟地轉為營建署所有，導致廟宇成了違章。營建署為開發淡海新市鎮，希望將廟拆遷，引起地方抗議，經林錦豐等人多次與開發單位陳情，終於獲得回應，廟旁興建200餘坪的社區公園。淡水太子廟也發生同狀況，導致需買回廟地。
2002年，淡水新市鎮施工時，廟身一度以圍籬圍住，遭竊賊偷了新台幣數十萬。次年12月28日，具有百年歷史的土地公神像遭竊，當地居民表示數年來已有超過200片以上的金牌被偷。2005年，曾偷錢的陳姓竊賊遭捕，板橋地院判刑4個月。在後來報導，老神像依然供奉於廟內。
隨著淡水新市鎮的大樓增加，也讓此廟香火鼎盛。每年農曆十一月初九的安座紀念日，會舉行祭祀與宴席。林錦豐在里長任內，興蓋一座戲台作為里民聚會場所，後遭檢舉違章。2006年2月23日下午，里民抗議政府要拆戲台，經由民意代表與營建署官員協商，將戲台所佔的綠地移撥給縣府。當時營建署官員私下同意繼續使用，卻有但書說若日後有糾紛、廟與戲台的合法性遭質疑，視同默契無效，必須依違章拆除。
臺北縣升格後，廟地所有權撥交新北市政府工務局。林錦豐在里長選舉落敗，又被新里長李金城質疑這座廟的財務狀況，引發雙方關係緊張。巧合的是相關單位再接獲舉發，重提廟與戲台是違章建築，而再度面臨拆除。